# Sassinoro
Sassinoro község (comune) Olaszország Campania régiójában, Benevento megyében.

## Fekvése
A megye északi részén fekszik, 70 km-re északkeletre Nápolytól, 30 km-re északnyugatra a megyeszékhelytől. Határai: Morcone és Sepino.

## Története
A település első említése a 11. századból származik, amikor a beneventói Santa Sofia-apátság birtoka volt, de egyes feltételezések szerint az ókori szamnisz település, Sirpium helyén épült ki. A következő századokban nemesi birtok volt. A 19. században nyerte el önállóságát, amikor a Nápolyi Királyságban felszámolták a feudalizmust.

## Népessége
A népesség számának alakulása:

## Főbb látnivalói
- Santa Maria delle Grazie-templom
- Santa Lucia-templom
- San Michele Arcangelo-templom